# Lacinipolia ferrea
Lacinipolia ferrea là một loài bướm đêm trong họ Noctuidae.